# James Bree
James Patrick Bree (Wakefield, 11 dicembre 1997) è un calciatore inglese, difensore del Southampton.

## Caratteristiche tecniche
È un difensore centrale in possesso di un buon controllo di palla, veloce e abile nell'impostazione della manovra.

## Carriera
Cresciuto nel Barnsley, esordisce in prima squadra il 3 maggio 2014, a soli sedici anni, in occasione della partita di campionato persa per 2-3 contro il QPR, diventando così il secondo debuttante più giovane della storia del club. Dopo 61 presenze totali con i Tykes, il 25 gennaio 2017 viene acquistato dall'Aston Villa, con cui firma un quadriennale. Poco utilizzato dal club di Birmingham, il 31 gennaio 2019 viene ceduto in prestito all'Ipswich Town fino al termine della stagione. L'8 agosto seguente passa, sempre a titolo temporaneo, al Luton Town.
Il 1º settembre 2020 viene riscattato dal Luton Town.

## Statistiche

### Presenze e reti nei club
Statistiche aggiornate al 30 giugno 2019.
| Stagione           | Squadra            | Campionato         | Campionato | Campionato | Coppe nazionali | Coppe nazionali | Coppe nazionali | Coppe continentali | Coppe continentali | Coppe continentali | Altre coppe | Altre coppe | Altre coppe | Totale | Totale | Totale |
| Stagione           | Squadra            | Comp               | Pres       | Reti       | Comp            | Pres            | Reti            | Comp               | Pres               | Reti               | Comp        | Pres        | Reti        | Pres   | Reti   |        |
| ------------------ | ------------------ | ------------------ | ---------- | ---------- | --------------- | --------------- | --------------- | ------------------ | ------------------ | ------------------ | ----------- | ----------- | ----------- | ------ | ------ | ------ |
| mag. 2014          | Barnsley           | FLC                | 1          | 0          | FACup+CdL       | -               | -               | -                  | -                  | -                  | -           | -           | -           | 1      | 0      |        |
| 2014-2015          | Barnsley           | FL1                | 11         | 0          | FACup+CdL       | 0+1             | 0               | -                  | -                  | -                  | EFLT        | 2           | 0           | 14     | 0      |        |
| 2015-2016          | Barnsley           | FL1                | 19         | 0          | FACup+CdL       | 0+1             | 0               | -                  | -                  | -                  | EFLT        | 4           | 0           | 24     | 0      |        |
| 2016-gen. 2017     | Barnsley           | FLC                | 19         | 0          | FACup+CdL       | 2+1             | 0               | -                  | -                  | -                  | -           | -           | -           | 22     | 0      |        |
| Totale Barnsley    | Totale Barnsley    | Totale Barnsley    | 50         | 0          |                 | 5               | 0               |                    | -                  | -                  |             | 6           | 0           | 61     | 0      |        |
| gen.-giu. 2017     | Aston Villa        | FLC                | 7          | 0          | FACup+CdL       | -               | -               | -                  | -                  | -                  | -           | -           | -           | 7      | 0      |        |
| 2017-2018          | Aston Villa        | FLC                | 6+1        | 0          | FACup+CdL       | 1+2             | 0               | -                  | -                  | -                  | -           | -           | -           | 10     | 0      |        |
| 2018-gen. 2019     | Aston Villa        | FLC                | 8          | 0          | FACup+CdL       | 1+2             | 0               | -                  | -                  | -                  | -           | -           | -           | 11     | 0      |        |
| Totale Aston Villa | Totale Aston Villa | Totale Aston Villa | 21+1       | 0          |                 | 6               | 0               |                    | -                  | -                  |             | -           | -           | 28     | 0      |        |
| gen.-giu. 2019     | Ipswich Town       | FLC                | 14         | 0          | FACup+CdL       | -               | -               | -                  | -                  | -                  | -           | -           | -           | 14     | 0      |        |
| Totale carriera    | Totale carriera    | Totale carriera    | 85+1       | 0          |                 | 11              | 0               |                    | -                  | -                  |             | 6           | 0           | 103    | 0      |        |

## Palmarès
- Football League Trophy: 1

Barnsley: 2015-2016